# 't Molentje
 't Molentje  is een natuurgebied van ca 100 ha direct ten oosten van Neerkant in de Nederlandse gemeente Deurne. Dit gebied is grotendeels eigendom van Staatsbosbeheer. 
't Molentje is een tot voor kort intensief door de landbouw gebruikte Peelontginning die momenteel in het kader van het Natuurnetwerk Nederland grotendeels is opgekocht door het Rijk. Het gebied heeft een diepe veenbodem en wordt als extensief grasland beheerd. Aldus ontwikkelt zich een bloemrijk graslandengebied en het hoogst gelegen weidevogelgebied van Nederland (31 m boven zeeniveau). 
Het Molentje ligt in de Peel, maar lijkt merkwaardig veel op een Hollandse polder door de venige ondergrond, de smalle kaveltjes, het ontbreken van bebouwing, de hooggelegen aanvoerwatersloten en ook door de typerende flora (onder andere echte koekoeksbloem, zwanenbloem) en fauna (tot voor kort broedde hier de grutto).    
Een zuidelijke uitloper van dit gebied ligt in de gemeente Meijel (limburg). Hier werd na verwerving door het Staatsbosbeheer een vogelplas gegraven. 
Ten noorden bevindt zich de Heitrakse Peel en het gebied wordt naar het oosten toe begrensd door het Kanaal van Deurne. Aan de overzijde daarvan ligt Peelrestant ''t Zinkske. Samen vormen deze gebieden een goed samenhangende natuurzone van ca 400 ha.